# En italiener i Rønde
En italiener i Rønde er en dansk dokumentarfilm fra 2000 instrueret af Mikael Andersen.

## Handling
Dokumentar om Pizzeria Coccobello i Rønde og dets ejer Vincenzo Eriu. Det hele er filmet over et par uger omkring årtusindeskiftet.